# Antioco Piseddu

Bischofswappen von Antioco Piseddu

Antioco Piseddu (* 17. September 1936 in Senorbì; † 8. Juni 2025 in Cagliari) war ein italienischer Geistlicher und römisch-katholischer Bischof von Lanusei. 

## Leben
Antioco Piseddu empfing am 29. Juni 1960 die Priesterweihe für das Erzbistum Cagliari.
Papst Johannes Paul II. ernannte ihn am 29. September 1981 zum Bischof von Ogliastra. Die Bischofsweihe spendete ihm der Kardinalpräfekt der Kongregation für die Bischöfe, Sebastiano Baggio, am 8. November desselben Jahres; Mitkonsekratoren waren Paolo Carta, Erzbischof von Sassari, und Pier Giuliano Tiddia, Weihbischof in Cagliari. 
Am 30. September 1986 wurde das Bistum Ogliastra in Bistum Lanusei umbenannt.
Papst Franziskus nahm am 31. Januar 2014 seinen altersbedingten Rücktritt an.